# Hegranes
Hegranes es una isla que se encuentra entre Héraðsvötn y Skagafjörður en la región de Norðurland Vestra, al norte de Islandia. Tiene unos 15 km de longitud. Es una zona pedregosa pero no exenta de vegetación. Al sur se encuentra el parque natural llamado Eylendið, profusa de aves y abundante flora. 

## Historia

### Edad Media
Conocido como Hegranesþing («thing de Hegranes») fue uno de los cuatro centros jurídicos y políticos de la corte del Norte (Norðlendingafjórðungur), durante la Mancomunidad Islandesa.
Hegranes era antes un municipio de categoría especial, Rípurhreppur, pero actualmente pertenece a Sveitarfélagið Skagafjörður. En Keldudalur se encuentra uno de los yacimientos arqueológicos más importantes de Islandia entre los siglos X y XII. La primera escuela para mujeres de Islandia se fundó en el municipio de Ás hacia 1877. 

## Creencias
Los habitantes de la zona creen que existen seres espirituales, elfos llamados Huldufólk, que son responsables de actividades sobrenaturales en Hegranes.